# IXa-Zivilsenat des Bundesgerichtshofes
Der IXa. Zivilsenat war ein vom 1. Januar 2003 bis 31. Dezember 2004 vorübergehend zur Entlastung des IX. Zivilsenats als Hilfssenat eingerichteter Spruchkörper des Bundesgerichtshofs.

## Besetzung
- Vorsitzender: Gerhart Kreft
- Stellvertretender Vorsitzender: Bernd Raebel
- Beisitzer: Gerhard Athing, Axel Boetticher, Gerhard von Lienen, Sibylle Kessal-Wulf, Ellen Roggenbuck, Karl-Hermann Zoll.

## Zuständigkeit
Nach dem Geschäftsverteilungsplan war der IXa-Zivilsenat im Wesentlichen zuständig für die Rechtsbeschwerden und sonstigen Rechtsbehelfe gegen Beschwerdeentscheidungen und andere Beschlüsse über Zwangsvollstreckung in Grundstücke und anderes als unbewegliches Vermögen, soweit hierfür nicht der XII. Zivilsenat zuständig war, sowie Zwangsvollstreckung zur Erwirkung der Herausgabe von Sachen und zur Erwirkung von Handlungen oder Unterlassungen.

## Geschichte
Der Senat wurde auf Grund der hohen Eingangszahlen bei den durch die ZPO-Reform ermöglichten Rechtsbeschwerden in Zwangsvollstreckungssachen zur Entlastung des für das Vollstreckungsrecht zuständigen IX. Zivilsenats zum 1. Januar 2003 eingerichtet und bestand bis Jahresende 2004.

## Vorsitz und Mitglieder
Den Vorsitz im IXa-Zivilsenat hatte der Vorsitzende Richter Dr. Kreft inne, der zugleich Vorsitzender des IX. Zivilsenats war.
Als Richter gehörten dem Senat die Richter(innen) am BGH Raebel, Athing, Dr. Boetticher, von Lienen, Dr. Kessal-Wulf, Roggenbruck und (nicht von Anfang an) Zoll an, die diese Tätigkeit überwiegend neben ihrer Zuweisung zu anderen (Zivil- oder Straf-)Senaten wahrnahmen.